# Сільвіо Леонард
Сільвіо Леонард  (ісп. Silvio Leonard, 20 вересня 1955) — кубинський легкоатлет, олімпійський медаліст.

## Виступи на Олімпіадах
| Олімпіада     | Дисципліна              | Місце      |
| ------------- | ----------------------- | ---------- |
| Монреаль 1976 | біг на 100 метрів       | 5 h2 r2/4  |
| Монреаль 1976 | естафета 4 x 100 метрів | 5          |
| Москва 1980   | біг на 100 метрів       | 2          |
| Москва 1980   | біг на 200 метрів       | 4          |
| Москва 1980   | естафета 4 x 100 метрів | AC h1 r1/2 |